# Sinterklaasjournaal (2017)
Het Sinterklaasjournaal in 2017 was het zeventiende seizoen van het Sinterklaasjournaal en werd gepresenteerd door Dieuwertje Blok. De intocht vond plaats in Dokkum.

## Verhaallijn
Als Dieuwertje contact tracht te maken met de stoomboot, gaat dat heel moeilijk. Er is storm op zee en het schip is in geen velden of wegen te bekennen. Wel spoelen in Dokkum, waar Sinterklaas zou aankomen, zijn Grote Boek en enkele cadeaus aan. Als de storm eenmaal gaat liggen, blijkt dat er een Zielepiet is meegekomen die heimwee heeft en terug wil naar Spanje.
Eenmaal in Nederland worden de cadeaus teruggebracht, maar dan blijkt het papier zo nat en vies te zijn geworden van de storm, dat het niet meer bruikbaar is. Daarom worden kinderen opgeroepen zelf pakpapier te tekenen. De Pieten weten echter niet voor welk kind welk cadeau is, omdat door de storm op zee ook de letters in het Grote Boek zijn doorgelopen. Daarom wordt de Luisterpiet het land in gestuurd om bij de kinderen te luisteren wat ze willen hebben. Hulpsinterklazen die zijn meegekomen, schrijven deze lijstjes op in hun boeken. Maar op een gegeven moment raken ze die kwijt. Het blijkt echter dat Sinterklaas de boeken had meegenomen om ze over te schrijven in zijn Grote Boek, dat nu dus weer tekst had.
Maar de Zielepiet heeft nog altijd heimwee en loopt op een gegeven moment weg. Sinterklaas vermoedt dat ze op de stoomboot is om terug naar Spanje te varen en wil haar terughalen. Echter, Zielepiet sluit de goedheiligman op in de machinekamer en zo zet ze eigenhandig de terugreis in. Als Dieuwertje weer contact met de stoomboot maakt, vraagt Sinterklaas haar om met alle hulpsinterklazen en Pieten op de kade te gaan staan zingen. Inmiddels is ook de moeder van de Zielepiet in Nederland aangekomen en als zij vooraan wordt gezet op de kade, hoort de Zielepiet haar zingen. Hierop draait ze direct de stoomboot waarop moeder en dochter zouden herenigen. Sinterklaas komt ook weer vrij en geeft Dieuwertje haar cadeau: een warme sjaal. Bovendien krijgt ze een hand van alle hulpsinterklazen in Nederland.

## Rolverdeling
| Rol                                                                | Naam                 |
| ------------------------------------------------------------------ | -------------------- |
| Presentatrice                                                      | Dieuwertje Blok      |
| Verslaggever                                                       | Jeroen Kramer        |
| Voice-over                                                         | Kees Driehuis        |
| Sinterklaas                                                        | Stefan de Walle      |
| Hoofdpiet                                                          | Harry Piekema        |
| Wellespiet                                                         | Dick van den Toorn   |
| Huispiet                                                           | Maarten Wansink      |
| Boekpiet                                                           | Marc Nochem          |
| Reservepiet                                                        | Pim Muda             |
| Malle Pietje                                                       | Owen Schumacher      |
| Luisterpiet                                                        | Joep Onderdelinden   |
| Vlogpiet                                                           | Leon van der Zanden  |
| Zielepiet                                                          | Abbey Hoes           |
| Moederpiet                                                         | Elle van Rijn        |
| Hulpsinterklaas                                                    | John Jones           |
| Hulpsinterklaas                                                    | Jeroen Spitzenberger |
| Hulpsinterklaas                                                    | Frederik Brom        |
| Hulpsinterklaas                                                    | Gersom Kremer        |
| Gastrollen                                                         |                      |
| Brugwachter Wigbolt van der Wal                                    | Syb van der Ploeg    |
| Diepfriezen bij de Dokkumer dakkapel                               | Joop Wittermans      |
| Diepfriezen bij de Dokkumer dakkapel                               | Mads Wittermans      |
| Zichzelf                                                           | Bert van Leeuwen     |
| Zichzelf                                                           | Anita Witzier        |
| Vrouw op bankje in Dokkum                                          | Lutz Jacobi          |
| Bauke Berenburg                                                    | Peter Tuinman        |
| Hetty van Wijngaarden, actiecomité "Eerlijk zullen we alles delen" | Annick Boer          |
| Magda, actiecomité "Eerlijk zullen we alles delen"                 | Dorien Haan          |
| Schaatsclub De Scheve Schaats                                      | Mark Tuitert         |
| Wandelvereniging De Friese Doorlopers                              | Nynke Heeg           |
| Bibliothecaresse                                                   | Tamara Schoppert     |
| Burgemeester Dokkum                                                | Marga Waanders       |
| Vader                                                              | Daan Schuurmans      |
| Medewerker klantenservice                                          | Niels van der Laan   |
| Dokter                                                             | Jacqueline Blom      |
| Meneer Van Beveren                                                 | Beppe Costa          |
| Jos van Dribbelen                                                  | Cas Jansen           |
| Man in winkel                                                      | Kees Boot            |
| Vader                                                              | Xander de Buisonjé   |
| Jan Metselaar                                                      | Gerard Ekdom         |
| Straatinterview                                                    | Jan Kooijman         |
| Straatinterview                                                    | Ellen van Langen     |
| Dokter Bernard                                                     | Benja Bruijning      |